# Vyšný Orlík
Vyšný Orlík é um município da Eslováquia, situado no distrito de Svidník, na região de Prešov. Tem 14,72 km² de área e sua população em 2018 foi estimada em 363 habitantes.

## Demografia
| Ano:        | 1994 | 2004    | 2014   | 2024   |
| ----------- | ---- | ------- | ------ | ------ |
| Broj ljudi: | 367  | 413     | 376    | 385    |
| Razlika:    |      | +12,53% | -8,95% | +2,39% |

| Ano:               | 2023 | 2024 |
| ------------------ | ---- | ---- |
| Número de pessoas: | 385  | 385  |
| Diferença:         |      | +0%  |